# Volker Finke
Volker Finke (sinh ngày 24 tháng 3 năm 1948) là một cựu cầu thủ và huấn luyện viên bóng đá người Đức. Ông từng dẫn dắt Đội tuyển bóng đá quốc gia Cameroon từ 2013-2015.